# Оранджбург (Нью-Йорк)
Оранджбург (англ. Orangeburg) — переписна місцевість (CDP) в США, в окрузі Рокленд штату Нью-Йорк. Населення — 4565 осіб (2020).

## Географія
Оранджбург розташований за координатами 41°2′55″ пн. ш. 73°56′27″ зх. д. / 41.04861° пн. ш. 73.94083° зх. д. (41.048736, -73.940835).  За даними Бюро перепису населення США в 2010 році переписна місцевість мала площу 7,96 км², уся площа — суходіл.

## Демографія
Згідно з переписом 2010 року, у переписній місцевості мешкало 4568 осіб у 1531 домогосподарстві у складі 840 родин. Густота населення становила 574 особи/км².  Було 1564 помешкання (197/км²).
Расовий склад населення:
| - 77,3 % — білих - 13,2 % — азіатів - 4,0 % — чорних або афроамериканців - 0,2 % — корінних американців - 3,2 % — осіб інших рас |

До двох чи більше рас належало 2,0 %. Частка іспаномовних становила 10,9 % від усіх жителів.
За віковим діапазоном населення розподілялося таким чином: 16,0 % — особи молодші 18 років, 56,3 % — особи у віці 18—64 років, 27,7 % — особи у віці 65 років та старші. Медіана віку мешканця становила 44,1 року. На 100 осіб жіночої статі у переписній місцевості припадало 73,8 чоловіків;  на 100 жінок у віці від 18 років та старших — 69,4 чоловіків також старших 18 років.
Середній дохід на одне домашнє господарство  становив 90 839 доларів США (медіана — 80 814), а середній дохід на одну сім'ю — 122 166 доларів (медіана — 120 878). Медіана доходів становила 74 787 доларів для чоловіків та 53 804 долари для жінок. За межею бідності перебувало 13,7 % осіб, у тому числі 9,2 % дітей у віці до 18 років та 22,5 % осіб у віці 65 років та старших.
Цивільне працевлаштоване населення становило 1843 особи. Основні галузі зайнятості: освіта, охорона здоров'я та соціальна допомога — 31,0 %, мистецтво, розваги та відпочинок — 12,3 %, роздрібна торгівля — 8,4 %, фінанси, страхування та нерухомість — 7,4 %.